# Pfarrkirche Ollern

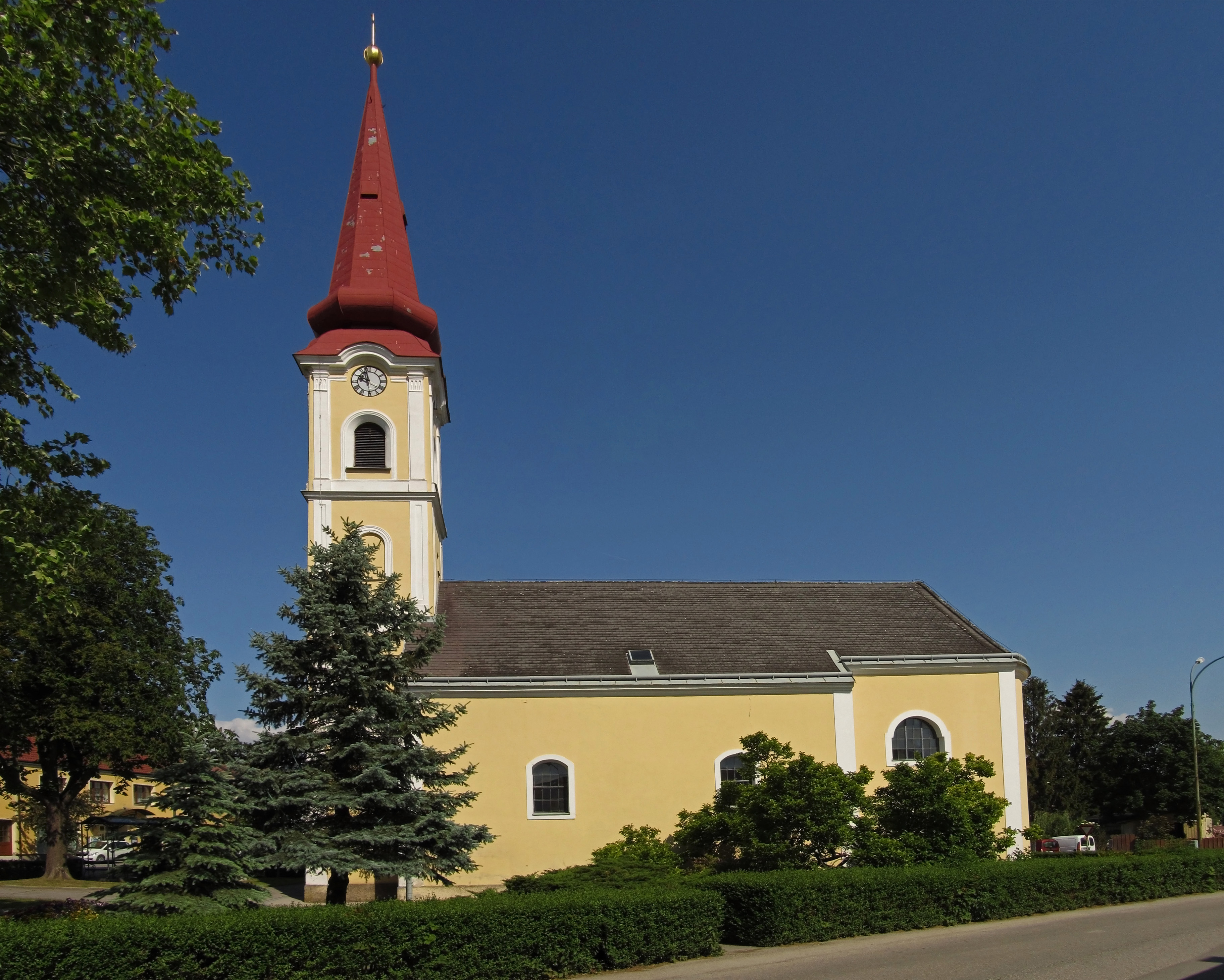
Katholische Pfarrkirche hl. Rochus in Ollern

Die Pfarrkirche Ollern steht auf dem Anger in der Ortschaft Ollern in der Marktgemeinde Sieghartskirchen im Bezirk Tulln in Niederösterreich. Die auf den heiligen Rochus von Montpellier geweihte römisch-katholische Pfarrkirche gehört zum Dekanat Tulln in der Diözese St. Pölten. Die Kirche steht unter Denkmalschutz (Listeneintrag). 

## Geschichte
1717 bestand eine Holzkapelle zur Pfarrkirche Freundorf gehörig. 1783 wurde eine Lokalie errichtet. 1891 wurde die Kirche zur Pfarrkirche erhoben.
Die heutige Kirche wurde 1743 erbaut. 1756 entstand durch einen Blitz ein Schaden. 1762 wurde der Chor angebaut und der Turm verändert. 1809 entstanden Schäden. 1827 wurde die Sakristei erweitert. 1868/1871 war eine Restaurierung.

## Architektur
Der schlichte spätbarocke Kirchenbau mit einer Rundapsis hat einen Westturm.
Die Saalkirche hat Karnisbogenfenster in einem Putzrahmen, der eingezogene einjochige querrechteckige Chor hat einen runden Schluss, an der Westgiebelfront steht ein vorgestellter viergeschoßiger klassizistischer Turm mit Gesimse, Putzfelder, Eckpilaster und rundbogigen Fenstern und Schallfenstern, Uhrengiebel und neobarocker Zwiebelhaube mit sechsseitigem Pyramidenspitz. Die nordseitige angegebaute zweigeschoßige Sakristei hat Rechteckfenster.
Das Kircheninnere zeigt einen zweijochigen barocken Saalraum mit einem Spiegelgewölbe, Stuckrahmen und profiliertem Gesims mit einer Westempore, der Triumphbogen ist rundbogig, der etwas erhöhte einjochige Chor zeigt Pilaster, Gurtbögen und über einem stark profiliertem Gesims ein Platzlgewölbe.

## Ausstattung
Der Hochaltar als spätbarockes Säulenretabel mit Opfergangsportalen aus 1763 zeigt das Altarbild Anbetung der Dreifaltigkeit durch den hl. Rochus gemalt von Josef Melchior Thallmann und trägt im Strahlenkranzauszug mit seitlich vorgezogenen Voluten die Statuen Sebastian und Florian.
Die Orgel baute Friedrich Heftner 1987. Eine Glocke nennt Johann Caspar Hofbauer 1817.